# Ел Камино Реал (Калифорния)
„Ел Камино Реал“ (на испански: El Camino Real – „Кралският път“), накратко „Ел Камино“ (El Camino), е главен път в Съединените американски щати, щата Калифорния, Района на Санфранциския залив, подрайон Санфранциски полуостров.
Той е част от Калифорнийски щатски път 82.

## Описание
Ел Камино е оживен междуградски път и градски булевард, на места с около 2-4 ленти за движение в платно. По протежението на пътя са разположени много магазини, заведения, офисни сгради, автомивки, хотели, автосервизи, банки, супермаркети, църкви, паркове и други обекти.